# Kenneth More
Kenneth More (Gerrards Cross, 20 settembre 1914 – Londra, 12 luglio 1982) è stato un attore britannico.

## Biografia
Nato a Gerrard Cross, nel Buckinghamshire, figlio unico di un pilota del Royal Naval Air Service, entrò anch'egli in aeronautica alla morte del padre, avvenuta nel 1931, ma venne allontanato per cattiva condotta. Trasferitosi in Canada, rientrò poi in patria dopo alcuni anni, iniziando una collaborazione con Vivian Van Damm, impresario teatrale ed amica di famiglia. Dopo aver lavorato dietro le quinte, dopo aver collaborato con un comico in uno sketch si rese conto di voler continuare ad esibirsi sul palcoscenico. 
Allo scoppio della Seconda guerra mondiale si arruolò nella Royal Navy dove prestò servizio (anche nella Fleet Air Arm, l'aviazione navale) fino al termine del conflitto. 
Nel dopoguerra tornò ad occuparsi di teatro e interpretò diversi lavori per la neonata televisione pubblica inglese, per poi passare al cinema dove la sua presenza divenne regolare fino ad ottenere ruoli da protagonista in film di grande successo. Ottenne il British Academy of Film and Television Arts come miglior attore britannico nel 1954 per la commedia Quattro in medicina e, l'anno successivo, la Coppa Volpi nella stessa categoria per Profondo come il mare (1955). 
Sempre nel 1954 firmò un contratto quinquennale con il produttore Alexander Korda per 10.000 sterline l'anno, diventando una vera e propria star del cinema britannico. L'attore declinò l'offerta arrivata da Hollywood ma collaborò comunque con i produttori statunitensi per diversi progetti. 
Negli anni sessanta i suoi film ottennero un minor consenso presso il grande pubblico, ma l'attore proseguì 
con successo la carriera in teatro e interpretò ruoli di un certo rilievo per la televisione. Lasciò le scene a causa della malattia di Parkinson e morì nel 1982 all'età di 67 anni.

## Filmografia

### Cinema
- Look Up and Laugh, regia di Basil Dean (1935)
- Windmill Revels, regia di R.A. Hopwood (1937)
- Carry On London, regia di D.R. Frazer (1937)
- School for Secrets, regia di Peter Ustinov (1946)
- La tragedia del capitano Scott (Scott of the Antarctic), regia di Charles Frend (1948)
- Man on the Run, regia di Lawrence Huntington (1949)
- Now Barabbas, regia di Gordon Parry (1949)
- Stop Press Girl, regia di Michael Barry (1949)
- Morning Departure, regia di Roy Ward Baker (1950)
- Chance of a Lifetime, regia di Bernard Miles (1950)
- Cielo tempestoso (The Clouded Yellow), regia di Ralph Thomas (1950)
- The Franchise Affair, regia di Lawrence Huntington (1951)
- The Galloping Major, regia di Henry Cornelius (1951)
- Il viaggio indimenticabile (No Highway), regia di Henry Koster (1951)
- Appointment with Venus, regia di Ralph Thomas (1951)
- Brandy for the Parson, regia di John Eldridge (1952)
- Il tunnel del terrore (The Yellow Balloon), regia di J. Lee Thompson (1953)
- Arrivò l'alba (Never Let Me Go), regia di Delmer Daves (1953)
- La rivale di mia moglie (Genevieve), regia di Henry Cornelius (1953)
- Come Eva... più di Eva (Our Girl Friday), regia di Noel Langley (1953)
- Quattro in medicina (Doctor in the House), regia di Ralph Thomas (1954)
- L'uomo che amava le rosse (The Man Who Loved Redheads), regia di Harold French (1955) (voce)
- Raising a Riot, regia di Wendy Toye (1955)
- Profondo come il mare (The Deep Blue Sea), regia di Anatole Litvak (1955)
- Bader il pilota (Reach for the Sky), regia di Lewis Gilbert (1956)
- L'incomparabile Crichton (The Admirable Crichton), regia di Lewis Gilbert (1957)
- Titanic, latitudine 41 nord (A Night to Remember), regia di Roy Ward Baker (1958)
- Next to No Time, regia di Henry Cornelius (1958)
- La bionda e lo sceriffo (The Sheriff of Fractured Jaw), regia di Raoul Walsh (1958)
- I 39 scalini (The 39 Steps), regia di Ralph Thomas (1959)
- Frontiera a Nord-Ovest (North West Frontier), regia di J. Lee Thompson (1959)
- Affondate la Bismarck! (Sink the Bismarck!), regia di Lewis Gilbert (1960)
- Il primo uomo sulla Luna (Man in the Moon), regia di Basil Dearden (1960)
- Quell'estate meravigliosa (The Greengage Summer), regia di Lewis Gilbert (1961)
- Some People, regia di Clive Donner (1962)
- Il giorno più lungo (The Longest Day), regia di Ken Annakin e Andrew Marton (1962)
- We Joined the Navy, regia di Wendy Toye (1963)
- The Comedy Man, regia di Alvin Rakoff (1964)
- Il collezionista (The Collector), regia di William Wyler (1965)
- Buio oltre il sole (The Mercenaries), regia di Jack Cardiff (1968)
- Fräulein Doktor, regia di Alberto Lattuada (1969)
- Oh, che bella guerra! (Oh! What a Lovely War), regia di Richard Attenborough (1969)
- I lunghi giorni delle aquile (Battle of Britain), regia di Guy Hamilton (1969)
- La più bella storia di Dickens (Scrooge), regia di Ronald Neame (1970)
- La scarpetta e la rosa (The Slipper and the Rose: The Story of Cinderella), regia di Bryan Forbes (1976)
- Il favoloso viaggio al centro della Terra (Viaje al centro de la Tierra), regia di Jean Piquer Simón (1977)
- Leopard in the Snow, regia di Gerry O'Hara (1978)
- Un astronauta alla tavola rotonda (The Spaceman and King Arthur), regia di Russ Mayberry (1979)

### Televisione
- The Silence of the Sea – film TV (1946)
- They Flew Through Sand – film TV (1946)
- The Web – film TV (1946)
- Toad of Toad Hall – film TV (1946)
- Power Without Glory – film TV (1947)
- Macbeth, regia di George More O'Ferrall – film TV (1949)
- Goose with Pepper, regia di John Jacobs – film TV (1975)
- The Rocking Horse Winner, regia di Peter Medak – film TV (1977)
- Two Stars for Comfort, regia di Dennis Vance – film TV (1977)
- The Pump, regia di James Ormerod – film TV (1980)
- Le due città (A Tale of Two Cities), regia di Jim Goddard – film TV (1980)

## Doppiatori italiani
- Stefano Sibaldi ne La rivale di mia moglie, Quattro in medicina
- Gualtiero De Angelis in Titanic, latitudine 41 nord, Affondate la Bismarck!
- Pino Locchi ne La bionda e lo sceriffo, I lunghi giorni delle aquile
- Alberto Sordi ne La tragedia del capitano Scott
- Giulio Panicali in Arrivò l'alba
- Adolfo Geri ne Il giorno più lungo
- Emilio Cigoli in Fräulein Doktor
- Sergio Fiorentini ne La scarpetta e la rosa
- Mario Bardella in Un astronauta alla tavola rotonda